# Crassispira drangai
Crassispira drangai är en snäckart som beskrevs av Jeanne Sanderson Schwengel 1951. Crassispira drangai ingår i släktet Crassispira och familjen Turridae. Inga underarter finns listade i Catalogue of Life.